# Daniel Croner
Daniel Croner (n. 22 martie 1656, Brașov – d. 23 aprilie 1740, Hălchiu, Brașov) a fost un teolog și organist transilvănean .

## Viața
Daniel Croner a fost fiul croitorului brașovean Daniel Croner. A urmat, în perioada 1671-1678, gimnaziul Honterus din Brașov. În 1680 a fost elev al liceului „Maria Magdalena” din Wrocław. În 1681 a călătorit prin Leipzig la Wittenberg, unde a studiat teologia dar s-a preocupat temeinic și de muzică. În 1684 a locuit din nou în Brașov, unde s-a căsătorit în 1687. În 1691 a devenit predicator la Biserica Sf. Ioan, iar în 1693 la biserica orașului. În 1701 a fost numit preot în Hălchiu (comună din județul Brașov).

## Activitatea muzicală
Daniel Croner a realizat patru volume cu tabulaturi de orgă, în Wroclaw (1681), în Wittenberg (1682) și încă două (1675 și 1685) la Brașov. Tabulaturile conțin lucrări ale unor compozitori diverși, inclusiv compoziții proprii.
Daniel Croner a fost reprezentantul cel mai de seamă al acestui gen, în Transilvania. El a cultivat genul instrumental - orgă sau clavecin - și formele polifonice, căutând cele mai potrivite moduri de exprimare în tiparele fugii, toccatei, fanteziei, preludiului. Tabulatura Fugarum et Praeludiorum cuprinde 101 piese, aranjate după principiul succesiunii tonalităților, compusă în 1685-1704. A renunțat la muzică în favoarea preoției.

## Publicații
- Muzică veche din Transilvania; publicat de Andreas Porfetye; Editura Breitkopf und Härtel